# Radulja s pritoki
Radulja s pritoki este o arie protejată (arie specială de conservare — SAC, sit de importanță comunitară — SCI) din Slovenia întinsă pe o suprafață de 1.308,64 ha, integral pe uscat.

## Localizare
Centrul sitului Radulja s pritoki este situat la coordonatele 45°54′23″N 15°13′19″E / 45.9065°N 15.2219°E.

## Înființare
Situl Radulja s pritoki a fost declarat sit de importanță comunitară în aprilie 2004 pentru a proteja 15 specii de animale. Situl a fost protejat și ca arie specială de conservare în februarie 2012.

## Biodiversitate
Situată în ecoregiunea continentală, aria protejată conține 1 habitat natural: Peșteri inaccesibile publicului.
La baza desemnării sitului se află mai multe specii protejate:
- mamifere (4): vidră de râu (Lutra lutra), liliac cu aripi lungi (Miniopterus schreibersii), liliac comun (Myotis myotis), liliacul mediteranean cu potcoavă (Rhinolophus euryale)
- nevertebrate (3): Austropotamobius torrentium, fluturele-tigru (Callimorpha quadripunctaria), Unio crassus
- pești (8): Barbus meridionalis, Cobitis elongata, zvârluga (Cobitis taenia), zglăvoacă (Cottus gobio), Eudontomyzon spp., Leuciscus souffia, boarță (Rhodeus sericeus amarus), dunăriță (Sabanejewia aurata)